# Казахская эстетика
Казахская эстетика — философская наука, изучающая национальное искусство, культуру и сферу эстетики как специфичное проявление ценностного отношения казахского народа к миру. Отношение к прекрасному, полезному, доброму волновали казахский народ на протяжении всей истории. Он сумел сохранить и пронести через века свою самобытную культуру. Эстетичные ценности казахского народа нашли свое отражение в фольклоре — социальных групп, бытовых и обрядовых песнях, легендах и мифах. Национальным традициям и жизнедеятельности казахского народа из веков к веку свойствены красота и эстетичная ценность. Красочно и многообразно описывались казахи — народ природы, явления окружающего мира и деятельности человека. Казахи создали и развили эстетичную культуру, ставшую достоянием последующих поколений. В своём развитии Казахская эстетика прошла ряд этапов:
1. древние эстетичные процессы до ислама;
2. эстетичные мысли тюрков, мудрецов средних веков;
3. эстетичные процессы периода казахского ханства;
4. эстетичные взгляды казахов, просветителей;
5. эстетичные понятия периода Советской власти;
6. эстетика Республики Казахстан[1]

## Формирование художественной культуры
Уровень развития, характер экономики и социального отношений, природные и иные условия повлияли на эстетичную культуру казахского народа. Процесс формирования художественный культуры казахской народности связан с кочевым образом жизни. Символизм кочевой культуры выражал философическое отношение к миру, « Единство человека и природы» казахский народ познал, оставаясь единым с внешним миром. Это единство осознается как связь с предками. Кочевник понимал и воспринимал мир целостно, в чём проявляется своеобразие отношений, лежащих в основе традиций культуры. Особенность казахов, кочевой культуры в том, что мир кочевника делал его органичной частью самой природы. Общение человека и мира, эстетичной ценности обогащали его чувства и эмоции, стремление к идеалу, веру в целесообразность его деятельности. Следующий ступень казахской эстетики связана с культурой и письменностью тюркоязычного населения раннего средневековья Казахстана. Выдающиеся памятники тюркской культуры, поэмы Юсуфа Баласагуни «Благодатное знание» или «Искусство быть счастливым» («Кутадгу билик»), и Х. А. Яссауи «Дивани Хикмет», «Ахмеда Югнаки» «Хибат уль-Хакаик» и другие, оказали значительное влияние на формирование эстетичной культуры казахского народа в период его консолидации. Среди них видное место занимает Аль-Фараби, который разрабатывал некоторые проблемы эстетики, искусства и поэзии в книгах «Большая книга музыки», «Трактат о канонах искусства поэзии», «Книга о поэзии». Оригинальная эстетичная культура казахов сложилась и в эпоху ханства. Высоких вершин достигли размышления Асана кайгы, Казтугана, Доспамбета, Шалкиаз жырау, Актамберды, Бухар жырау, Тлеукус Кулекеулы, Шал акына и другие. Их творчество составляет яркую страницу тюркской культуры. В поэтических творениях жырау нашли отражение думы и отчаяния казахского народа, выразились их эстетичные представления, в них отображается многообразие явлений природы, характер поведения и поступков людей, социальной культуры, положение казахов в обществе. У казахов, в поэзии наибольшее развитие получили категории прекрасного и героического. В этом проявляется эстетичная ценность казахов, интересными являлись представления о самой поэзии, которая воспевается как продукт прирождённого, едва ли не божественного таланта и как могучая сила, способная повлиять на судьбы людей. В конце 19 века и в начале 20 века с усилением политики Российской империи некоторырые казахи просветители и ученые стремились развивать национальное художество, культуру в соответствии с требованиями времени. Замечательным представителем философий и общество, мысли Казахстана был казахский ученый Шокан Уалиханов (1835—1965). Его общественная-политика, научная и литературная деятельность способствовала распространению в казахской степи прогрессивных знаний. Исследование Шокана Уалиханова «О формах казахской народной поэзии» ценно не только широким охватом предмета, но и четкостью эстетичной суждений. Шокан Уалиханов первым создал классификацию форм казахской поэзии. Он записал ряд исторических и народных преданий, легенд и песен. Эстетичные взгляды педагога и поэта Ыбырая Алтынсарина (1841—1889) связаны с его педагогической деятельностью. Красота природы воспевается в его лирических произвелениях «Лето», «Речка» и другие. Ыбырай Алтынсарин определяет место и роль литературы и искусства в обществе, жизни, в духовном развитии человека, призывает молодежь любить и уважать природу. Ыбырай Алтынсарин внес достойный вклад в эстетичное развитие культуры казахского народа. Значение и сущность искусства были предметом исследований Абая Кунанбаева (1845—1904). В поэтическом произведений Абай подчеркивал, что основой художеств, творчества являлся эстстичные чувства человека, он пытался показать пути их формирования. «Духовные качества — вот что главное в человеческой жизни», — утверждал Абай в прозаичных произведениях «Слова назидания». Эстстичные взгляды Абая в «Словах назидания», как и в его поэзии, получили широкое распространение среди казахского народа. В лирике Абая впервые, но конкретно раскрыта красота природы и человека. Он выступал за высокую художественность поэзии и глубину её содержания. Создавая новую эстетичную норму, Абай обратил внимание на общественные значения творческой личности. Высокая оценка обществ, значение художеств, слова, призыв к критическому освоению традиций, к духовному воспитанию читателя, слушателя свидетельствуют о том, что Абай создал новые эстетические нормы, которые имели большое влияние на развитие казахской литературы и социальной — эстетической мысли.

## Труды писателей
В начале 20 века в трудах алашординских деятелей литературной эстетичности учение формировалось через взаимодействие казахской литературы с русской культурой и культурой Европы и Востока. Глубокие эстетичные мысли передаются в сочетаниях М. Ж. Копеева, Шакарима Кудайбердыулы, Г.Марата, Сакена Торайгырова, Сакена Сейфуллина, Ильяса Джансугурова, Жусипбека Аймауытова, Магжана Жумабаева и Миржакипа Дулатова. Основная тема их произведений особенности искусства казахского слова, традиций и новаторства, гуманизм в искусстве, символизм фольклорных героев, преданность и гражданственность и другое. Во время Советской власти Казахская эстетика оказывалась в сложной ситуации. С одной стороны, командно — администрационная система взяла за идейную основу положение о том, что «содержание культуры должно быть социалистическим с национальным лицом», тем самым поставила преграды естественному развитию различных видов художеств, искусства и его всестороннего изучения. В то же время она считала важным воспитанием «всестороннего развитого человека», получившего систематическое образование и эстетичное воспитание. В это время многие ученые и деятели искусства уделяют внимание исследованиям истории национального искусства казахского народа. Особое место среди них занимают труды Мухтара Ауэзова, С. Муканова, А. Маргулана, Е. Исмаилова, М. Маратаева, М. Назарбаева, К .Жумалиева, А. Жубанова, Б. Ерзаковича, А. Моныратбаева, Т. Алимкулова и другие. Во 2-й половине 20 века в Казахстане начало формироваться профессий философическо — эстетическое направление. В условиях идеологического давления Казахская эстетика Б. Р. Казыхановой, К. Ш. Нурлановой, Е. И. Бай-закова, М. Каратаева, Е.Турсынова, М.Ауэзова, А.Мухамбетова и другие, проводили теоретические анализы художества, культуры как самостоятельное течения национальной историй, культуры и наследия. Однако властями был наложен запрет на распространение научных трудов, написанных этой группой авторов, эстетике кочевников. Несмотря на различные ориентиры, казахского художества, литература опиралась на традицию национальных духовных ценностей. В Республике Казахстан исследования в области эстетики были направлены на восстановление наследия национальной культуры, Традиционную культуру казахского народа, историзм, художеств, основы национального мышления, категории и системы ценностей в художестве, культуре с эстетичной точки зрения исследовали казахские ученые: К.Нурланов, З.Сериккалиулы, Г. Есим, М.Балтабаев, Г.Шалабаева и другие. Цивилизованное казахское государство стремится сохранить свою художественную и интеллектуальную элиту.